# Arnold Palmer
Pour les articles homonymes, voir Palmer.
 (septembre 2016).
Si vous disposez d'ouvrages ou d'articles de référence ou si vous connaissez des sites web de qualité traitant du thème abordé ici, merci de compléter l'article en donnant les références utiles à sa vérifiabilité et en les liant à la section « Notes et références ».
Arnold Daniel Palmer, né le 10 septembre 1929 à Latrobe en Pennsylvanie et mort le 25 septembre 2016 à Pittsburgh en Pennsylvanie, a été un joueur de golf professionnel américain qui a remporté de nombreux tournois à partir de 1955.
Bien qu’il ne soit pas considéré comme le plus grand joueur de tous les temps, sa carrière a marqué l’histoire de ce sport. En effet, au moment où la télévision commençait à retransmettre les compétitions de golf dans les années 1950, il était le joueur le plus en vue et son charisme fit du golf un sport très populaire aux États-Unis. Surnommé « The King », cet aspect fut encore renforcé par la concurrence qu’il entretint avec son grand rival Jack Nicklaus. En 1960, il est aussi le premier golfeur à faire la couverture du magazine Time.

## Biographie

### Enfance
Palmer est né à Latrobe en Pennsylvanie, le premier d'une fratrie. Fils de Doris (Morrison) et Milfred Jerome "Deacon" Palmer, il apprit le golf auprès de son père, qui au départ était le greenkeeper puis professeur de golf au Latrobe Country Club. Il lui était permis d'accompagner son père lorsque ce dernier entretenait le parcours.

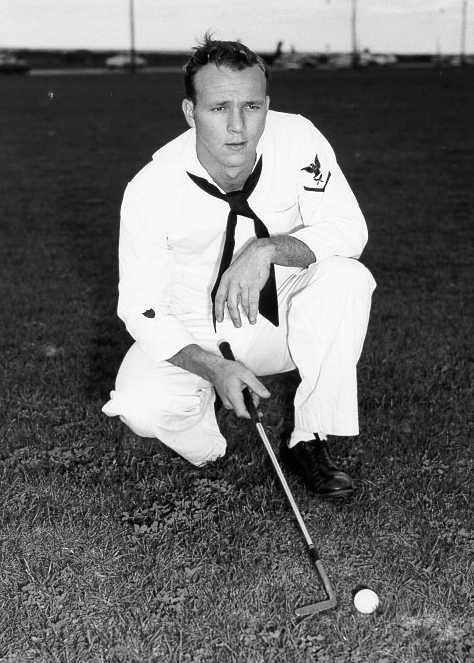
Arnold Palmer à 23 ans en uniforme de l'United States Coast Guard.

Palmer alla à l'Université de Wake Forest grâce à une bourse obtenue par le golf. Il quitta l'établissement à la suite de la mort d'un ami proche Bud Worsham et s'enrôla dans l'United States Coast Guard, où il servit pendant trois ans, ce qui lui permit de continuer à affûter ses compétences en golf. Palmer retourna à l'université et participa aux compétitions de golf. Sa victoire à l'U.S. Amateur de 1954 lui fit décider d'essayer le pro tour pendant un moment. Lui et sa nouvelle épouse Winifred Walzer (qu'il rencontra à un tournoi en Pennsylvanie) voyagèrent sur le circuit durant l'année 1955.

### Élevé en superstar
La première victoire de Palmer (en tant que rookie) est l'Omnium canadien de 1955, où il remporta 2 400 $ pour ses efforts. Il améliora son statut de joueur lors des saisons suivantes. La charisme de Palmer devint un facteur principal dans l'établissement du golf comme un événement télévisuel captivant dans les années 1950 et 1960, mettant la discipline au devant de la scène pour jouir de la popularité dont elle bénéficie aujourd'hui. Il gagne son premier majeur avec sa victoire au Master d'Augusta en 1958, cimentant sa position de leader dans le monde du golf et en étant le premier sportif professionnel à signer avec un agent professionnel ; Mark McCormack était celui qui gérait ses intérêts.
Au cours de sa carrière, outre de nombreux tournois, il a remporté sept tournois majeurs, à savoir :
- le Masters de golf : 1958, 1960, 1962 et 1964
- l'US Open : 1960
- le British Open de golf : 1961, 1962

Il mit un terme à sa carrière sur le circuit professionnel à 75 ans par une cinquantième participation consécutive au Masters d’Augusta de 2004. Il joua encore sur le circuit senior jusqu’en 2005[réf. nécessaire].

### Mort
Il meurt le 25 septembre 2016 à l'âge de 87 ans.

## Hommages

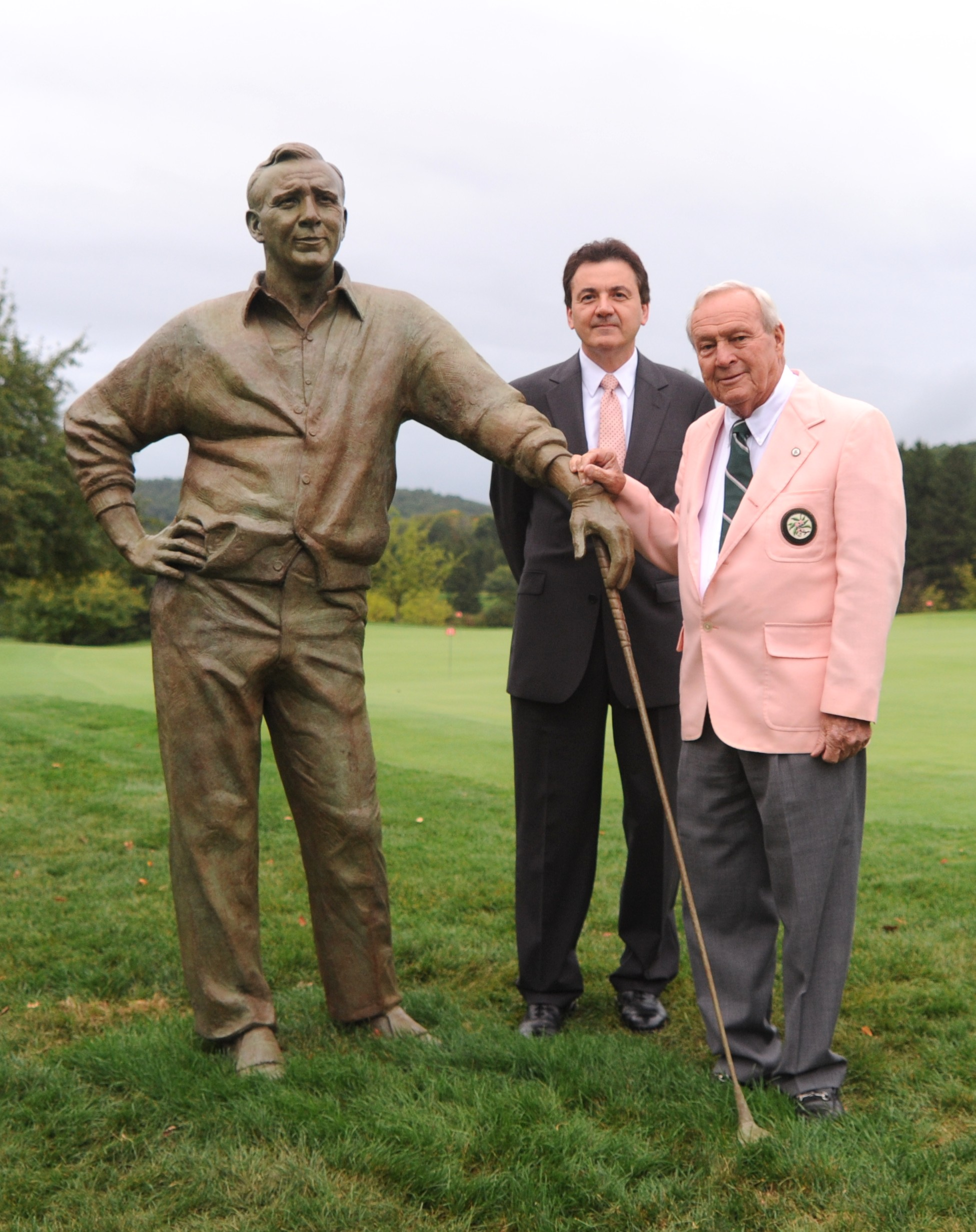
Arnold Palmer à côté de sa statue, sculptée par Zenos Frudakis (au centre)

L'aéroport de Latrobe en Pennsylvanie lui rend hommage en portant son nom.
Son nom est cité dans le film Goldfinger.
Arnold Palmer reste une figure très populaire pour tous les amateurs de golf. Un clin d’œil lui est d'ailleurs adressé dans un épisode de MacGyver. Devant trouver une combinaison secrète dont son ami (Pete Thorton) est le garant, Mac Gyver pense alors que ce dernier est un fervent admirateur de Palmer. Il s’avère alors que sa date de naissance (sous la forme américaine 9 10 29) est la clef de l’énigme.
Dans un épisode de la série Scrubs, le docteur Dorian mentionne une boisson, un « Arnold Palmer », comme étant un mélange de limonade et de thé glacé inventé par Arnold Palmer devenu célèbre pour ce mélange. Ce à quoi le Docteur Cox répond : « Arnold Palmer était un golfeur ! ». Cette même boisson est mentionnée dans l'épisode Souvenirs d'enfance de la saison 28 des Simpson. Ironie du sort, cet épisode a été diffusé pour la première fois aux États-Unis le jour de son décès, soit le 25 septembre 2016.

## Résultats chronologiques
| Tournoi               | 1953 | 1954 | 1955 | 1956 | 1957 | 1958 | 1959 |
| --------------------- | ---- | ---- | ---- | ---- | ---- | ---- | ---- |
| Le Masters            | DNP  | DNP  | E10  | 21   | E7   | 1    | 3    |
| U.S. Open             | CUT  | CUT  | E21  | 7    | CUT  | E23  | E5   |
| British Open de golf  | DNP  | DNP  | DNP  | DNP  | DNP  | DNP  | DNP  |
| Championnat de la PGA | DNP  | DNP  | DNP  | DNP  | DNP  | E40  | E14  |

| Tournoi               | 1960 | 1961 | 1962 | 1963 | 1964 | 1965 | 1966 | 1967 | 1968 | 1969 |
| --------------------- | ---- | ---- | ---- | ---- | ---- | ---- | ---- | ---- | ---- | ---- |
| Le Masters            | 1    | E2   | 1    | E9   | 1    | E2   | E4   | 4    | CUT  | 27   |
| U.S. Open             | 1    | E14  | 2    | 2    | E5   | CUT  | 2    | 2    | 59   | E6   |
| British Open de golf  | 2    | 1    | 1    | E26  | DNP  | 16   | E8   | DNP  | E10  | DNP  |
| Championnat de la PGA | E7   | E5   | E17  | E40  | E2   | E33  | E6   | E14  | E2   | RT   |

| Tournoi               | 1970 | 1971 | 1972 | 1973 | 1974 | 1975 | 1976 | 1977 | 1978 | 1979 |
| --------------------- | ---- | ---- | ---- | ---- | ---- | ---- | ---- | ---- | ---- | ---- |
| Le Masters            | E36  | E18  | E33  | E24  | E11  | E13  | CUT  | E24  | E37  | CUT  |
| U.S. Open             | E54  | E24  | 3    | E4   | E5   | E9   | E50  | E19  | CUT  | E59  |
| British Open de golf  | 12   | DNP  | E7   | E14  | DNP  | E16  | E55  | 7    | E34  | DNP  |
| Championnat de la PGA | E2   | E18  | E16  | CUT  | E28  | E33  | E15  | E19  | CUT  | CUT  |

| Tournoi               | 1980 | 1981 | 1982 | 1983 | 1984 | 1985 | 1986 | 1987 | 1988 | 1989 |
| --------------------- | ---- | ---- | ---- | ---- | ---- | ---- | ---- | ---- | ---- | ---- |
| Le Masters            | E24  | CUT  | 47   | E36  | CUT  | CUT  | CUT  | CUT  | CUT  | CUT  |
| U.S. Open             | 63   | CUT  | CUT  | E60  | DNP  | DNP  | DNP  | DNP  | DNP  | DNP  |
| British Open de golf  | CUT  | E23  | E27  | E56  | CUT  | DNP  | DNP  | CUT  | DNP  | CUT  |
| Championnat de la PGA | E72  | 76   | CUT  | E67  | CUT  | E65  | CUT  | E65  | CUT  | E63  |

| Tournoi               | 1990 | 1991 | 1992 | 1993 | 1994 | 1995 | 1996 | 1997 | 1998 | 1999 |
| --------------------- | ---- | ---- | ---- | ---- | ---- | ---- | ---- | ---- | ---- | ---- |
| Le Masters            | CUT  | CUT  | CUT  | CUT  | CUT  | CUT  | CUT  | CUT  | CUT  | CUT  |
| U.S. Open             | DNP  | DNP  | DNP  | DNP  | CUT  | DNP  | DNP  | DNP  | DNP  | DNP  |
| British Open de golf  | CUT  | DNP  | DNP  | DNP  | DNP  | CUT  | DNP  | DNP  | DNP  | DNP  |
| Championnat de la PGA | CUT  | CUT  | CUT  | CUT  | CUT  | DNP  | DNP  | DNP  | DNP  | DNP  |

| Tournoi               | 2000 | 2001 | 2002 | 2003 | 2004 |
| --------------------- | ---- | ---- | ---- | ---- | ---- |
| Le Masters            | CUT  | CUT  | CUT  | CUT  | CUT  |
| U.S. Open             | DNP  | DNP  | DNP  | DNP  | DNP  |
| British Open de golf  | DNP  | DNP  | DNP  | DNP  | DNP  |
| Championnat de la PGA | DNP  | DNP  | DNP  | DNP  | DNP  |

DNP = N'a pas joué

RT = Retiré du tournoi

CUT = Raté la coupure de mi-parcours

"E" = Indique une égalité à une position

L'arrière-plan en vert indique les victoires. L'arrière-plan en jaune indique les top-10.